# Musgraviella tricornis
Musgraviella tricornis är en insektsart som beskrevs av Webb 1983. Musgraviella tricornis ingår i släktet Musgraviella och familjen dvärgstritar. Inga underarter finns listade i Catalogue of Life.